# Saint-Jean-Centre
Circonscription électorale provinciale du Canada
Saint-Jean-Centre (en anglais : St. John's Centre) est une circonscription électorale provinciale de la Chambre d'assemblée de la province canadienne de Terre-Neuve-et-Labrador.

## Liste des députés
| Saint-Jean-Centre |                            |                           |                |             |
| Député            | Député                     | Parti                     | Mandat         | Législature |
|                   | Augustine Duffy (en)       | Progressiste-conservateur | 1956 - 1959    |             |
|                   | Augustine Duffy (en)       | Terre-Neuve unifié (en)   | 1959 - 1962    | 32e         |
|                   | Anthony Joseph Murphy (en) | Progressiste-conservateur | 1962 - 1966    | 33e         |
|                   | Anthony Joseph Murphy (en) | Progressiste-conservateur | 1966 - 1971    | 34e         |
|                   | Anthony Joseph Murphy (en) | Progressiste-conservateur | 1971 - 1972    | 35e         |
|                   | Anthony Joseph Murphy (en) | Progressiste-conservateur | 1972 - 1975    | 36e         |
|                   | Anthony Joseph Murphy (en) | Progressiste-conservateur | 1975 - 1979    | 37e         |
|                   | Patrick McNicholas (en)    | Progressiste-conservateur | 1979 - 1982    | 38e         |
|                   | Patrick McNicholas (en)    | Progressiste-conservateur | 1982 - 1985    | 39e         |
|                   | Patrick McNicholas (en)    | Progressiste-conservateur | 1985 - 1989    | 40e         |
|                   | Hubert Kitchen (en)        | Libéral                   | 1989 - 1993    | 41e         |
|                   | Hubert Kitchen (en)        | Libéral                   | 1993 - 1996    | 42e         |
|                   | Joan Marie Aylward         | Libéral                   | 1996 - 1999    | 43e         |
|                   | Joan Marie Aylward         | Libéral                   | 1999 - 2003    | 44e         |
|                   | Shawn Skinner (en)         | Progressiste-conservateur | 2003 - 2007    | 45e         |
|                   | Shawn Skinner (en)         | Progressiste-conservateur | 2007 - 2011    | 46e         |
|                   | Gerry Rogers               | Néo-démocrate             | 2011 - 2015    | 47e         |
|                   | Gerry Rogers               | Néo-démocrate             | 2015 - 2019    | 48e         |
|                   | Jim Dinn (en)              | Néo-démocrate             | 2019 - 2021    | 49e         |
|                   | Jim Dinn (en)              | Néo-démocrate             | 2021 - présent | 50e         |